# Acadianité
L'acadianité est le caractère de ce qui est acadien, généralement par allusion au peuple acadien.
Dans les Provinces maritimes, on considère généralement tous les francophones comme des Acadiens et même un certain nombre d'anglophones car ils sont en fait des Acadiens anglicisés. Au Québec, un Acadien est plutôt défini, dans un sens large, comme tout francophone ayant un accent acadien ou ayant une affinité acadienne, soit par naissance, soit par alliance. 
Le nombre d’Acadiens est toujours à prendre avec précautions à cause de la définition même de l’acadianité, qui change d’une région à l’autre, ainsi que des sentiments personnels et de la qualité des sources. Plus de la moitié des Québécois correspondant à la définition locale d’un Acadien ne sont pas au courant de leurs origines et la plupart en font la découverte en faisant leur arbre généalogique[réf. nécessaire]. Selon le recensement effectué par Statistique Canada en 2011, il y avait 115 900 Acadiens au pays. À la question « origine ethnique », la plupart des gens correspondant à la définition d’un Acadiens s’identifient volontairement comme « Français » ou « Canadien ». Il existe plusieurs raisons à cette situation mais la principale étant que l’option Acadien ne figurait pas sur le formulaire auparavant. Depuis, le nombre d’Acadiens déclarés ne cesse de grimper, sans lien avec l’augmentation réelle de la population. Une enquête réalisée par la firme Léger Marketing en 1989 a déterminé que près d’un Québécois sur sept, soit près d’un million, est d’origine acadienne. Plusieurs auteurs confirment cette information, dont les généalogistes Bona Arsenault et Adrien Bergeron, ce dernier affirmant qu’il y a en fait plus d’un million d’Acadiens au Québec.
Plusieurs auteurs ont écrit sur l'acadianité. Selon Melvin Gallant, « le niveau d'identité d'une région pourrait se mesurer à l'ampleur de son vacarme », par allusion au Tintamarre.